# Beuzeville
Beuzeville là một xã thuộc tỉnh Eure trong vùng Normandie miền bắc nước Pháp.

## Huy hiệu
| Arms of Beuzeville | The arms of Beuzeville are blazoned: Gules, a tour argent, overall 2 leopards Or. |

## Population history
| Năm  | Population | Change         |
| ---- | ---------- | -------------- |
| 1962 | 2360       | -              |
| 1968 | 2392       | + 32 / + 1.4%  |
| 1975 | 2415       | + 23 / + 1.0%  |
| 1982 | 2534       | +119 / + 4.9%  |
| 1990 | 2702       | +168 / + 6.6%  |
| 1999 | 3097       | +395 / +14.6 % |
| 2006 | 3508       | +411 / +13.3 % |